# Juliette Kongo
Yabre Juliette Kongo née le 24 mai 1966 à Ziniaré ,région du plateau central du Burkina Faso, est une femme politique. Elle est issue de la famille royale, celle du Moogho Naaba. Elle a été députée à l'Assemblée nationale et ancienne conseillère à la présidence du Faso. Elle est la promotrice du musée de la femme de Kolgondiéssé.

## Biographie

### Enfance, éducation et débuts
Yabre Juliette Kongo est une princesse de la famille royale Moogho Naaba. Elle est descendante directe du Moogho Naaba Kom2.
Elle est titulaire d'un certificat de femme leader médiatrice pour la paix en Afrique obtenu à l'Université de Ouagadougou.
- 2008 - 2010 : Diplôme d'administrateur de business de l'Université virtuelle de leadership des Ambassadeurs de développement[6].
- Juillet 2010 : Diplôme de Formateur International Certifié 2 -ème Degré d'Afrique de l'Université virtuelle du Leadership des Ambassadeurs de Développement[6].
- Septembre 2010 : Diplôme de Coach Professionnel certifié 2 -ème degré d’Afrique de l'Université virtuelle du Leadership des Ambassadeurs de Développement[6].

- En avril 2012-2017, elle a obtenu son Certificat d' Etude Culturelle (CEC) à l'Université de la pertinence Ouidah au Bénin[7].

### Carrière
Elle est élue députée en 2020,.
Elle est la fondatrice et promotrice du Musée de la femme de Kolgondiéssé,et du KIEOGO (camp de formation civique et de citoyenneté).
- Présidente de l’association BAMBYINGA des femmes de Kolgondiéssé commune de Ziniaré[13]
- Membre statutaire du Conseil Mondial du Panafricanisme (COMOPA)[14].
- Membre statutaire de la Fédération internationale des ambassadeurs de Développement (FIAD)[15]
- Membre du Conseil International des Musées (ICOM)[16]
- Membre de l’Union Catholique Africaine de la Presse – Burkina (UCAP-B)
- Août 2016 : Participation au Refresher programme à Abidjan – UCAP Burkina
- Présidente du jury au FESPACO 2010 pour l’organisation SIGNIS Monde
- Ancienne conseillère de la région du plateau central

- Experte en Endogénéité
- Experte en genre et développement personnel - Consultante formatrice internationale, administrateur de business
- Experte en Coaching - Ambassadeur de développement – Formatrice en Leadership féminin et du genre.

## Distinctions
Yabre Juliette Kongo a été Chevalier de l’ordre de mérite des arts et de la communication.
- Le 24 janvier 1017  elle a été élevée à la dignité de Reine mère du royaume de Bangoulap dans l’ouest du Cameroun.
- Diplôme d’anoblissement. Mafeu Tonta (Royaume de Bangoulap) Cameroun.
- L'invitée spéciale d'hommage aux femmes à Montréal (CANADA)
- Lauréate du 1er prix de l’amazone NANGA de la combattivité féminine Africaine (Bohicon)   au BENIN
- Marraine des étudiants et stagiaires subsahariens en TUNISIE (2018 -2023)
- Marraine des étudiants de 2ie (2017-2018) BURKINA FAS
- Marraine des étudiants de l'université Norbert Zongo de Koudougou